# Óscar Olvera
Óscar Hugo Olvera Martínez es un futbolista mexicano. Durante su juventud, fue jugador del Correcaminos de la UAT. Su trayectoria en el fútbol de la Primera división mexicana fue muy corta, jugando únicamente 6 juegos con el Puebla F.C. ya que se lesionó la rodilla derecha y estuvo casi un año inactivo, por lo que fue puesto trasferible por la directiva. Recibió una invitación del CS Cienciano, donde resultó campeón en el año 2001 y obtuvo un lugar en la Copa Libertadores de América.

## Clubes como futbolista
| Club                                               | País      | Año         |
| -------------------------------------------------- | --------- | ----------- |
| Puebla Fútbol Club                                 | México    | 1997 - 1998 |
| Club Sportivo Cienciano                            | Perú      | 1999 - 2002 |
| Tecos de la UAG                                    | México    | 2002 - 2003 |
| Estudiantes de Altamira                            | México    | 2004        |
| Club Deportivo Universidad de San Martín de Porres | Perú      | 2004 - 2005 |
| FBC Melgar                                         | Perú      | 2006        |
| Xelajú Mario Camposeco                             | Guatemala | 2006        |

- Datos: Q6174895